# Световен фестивал на Африканското изкуство
Международен фестивал на Африканското изкуство (на френски: Festival Mondial des Arts Nègres), известен още като FESMAN – фестивал на културата и изкуствата, провеждащ се в Африка. На фестивала учавстват поезия, скулптура, живопис, музика, кино, театър, мода, архитектура, дизайн и танци от художници и изпълнители от всички африкански диаспори.

## История
Фестивалите са били запланирали като Пан-африкански тържества и по съдържаие варират от дебати до участия – особено танци и театър.

### Дакар, 1966
Първият Световен фестивал на африканското изкуство се провежда в Дакар, Сенегал от 1 до 24 април 1966 година по инициатива на бившия президент Леополд Седар Сенгор под егидата на ЮНЕСКО с участието на 45 африкански, европейски, карибски и северноамерикански и южноамерикански страни и с участието на африканска литература, музика, театър, визуални изкуства, кино и танци. Той се явява първия спонсориран държавен фестивал за демонстрация на работата на африканските диаспорни художници, музиканти и писатели за глобалната аудитория. Сред участниците са историкът Шейх Анта Диоп, танцьорите Артър Митчъл и Елвин Ейли, Местре Пастинья, трупа за капоейра от Байя, Дюк Елингтън, Марион Уилямс, певците Джули Акофа Акуса и Бела Белоу, писателите Еме Сезар, Ленгстън Хюз, Вол Сойинка, Амири Барака, Сара Уебстър Фабио и Нелсън Мандела. Режисьорът Уйлям Грийвс прави 40-минутен документален филм за случващото се под името Първи Световен фестивал на африканските изкуства (1968).

### Лагос, 1977
През 1977 година, от 15 януари до 12 февруари се провежда втория Световен фестивал на африканското изкуство известен като FESTAC’77. Мястото на събитието е Лагос, Нигерия, под ръководството на президента Олусегуна Обасанджо. В него участват повече от 17 000 творци от повече от 50 страни, и с това се превръща в най-крупното културно мероприятие, провеждало се някога на Африканския континент. Сред участниците са Стиви Уондър, СънРа Аркестра и Доналд Бърд от САЩ, Табу Лей и Франко Луамбо от Конго, Жилберто Гил от Бразилия и много други.

### Дакар, 2010
Световният фестивал на африканското изкуство 2010 година се провежда от 10 до 31 декември 2010 година, иницииран от президента на Сенегал Абдулае Ваде с тема африканското възраждане. В своето участие в ООН през 2009 година президентът Ваде казва: 
Приканвам всички африканци, всички синове и дъщери от диаспората, всички мои съграждани, всички партньори, които са готови да вървят редом с нас, всички държави, всички международни организации, фондове, фирми да покажат блестящият успех на фестивала и възраждането на нова Африка."
Освен музиката и киното, на фестивала са представени художественни изложби, театрални и танцувални представления, модни дефилета, фотография и други мероприятия, в които участват художници и представители на интелигенцията от десетки страни на Африка и други страни, включително САЩ, Бразилия, Хаити, Франция и Куба.
По известните имена на участници във фестивала са Юсу Н'Дур, Бааба Маал, Анжелик Киджо, Тумани Диабате, Уайклиф Джийн и Махотела Куийнс.